# Basílica de Santa Clara
A Basílica de Santa Clara é um templo católico da Itália, localizado em Assis e dedicado a Santa Clara de Assis, fundadora da ordem das Clarissas. Foi construído a partir de um projeto de Filippo Campello, e recebeu as relíquias de Santa Clara em 1260.
Nesta basílica se encontra, em uma cripta de vidro, o corpo de Santa Clara, encontrado intacto no século XI e o crucifixo de São Damião original.
Construída entre 1257 e 1265 em estilo gótico italiano, a Basílica domina a área com a simplicidade de sua fachada geométrica.

## Estrutura
A Basílica se localiza, na cidade de Assis, do lado oposto à Basílica de São Francisco de Assis com as duas de frente uma pra outra.
Em seu exterior,  os robustos contrafortes volantes, que podem ser vistos claramente ao longo da parede esquerda (e também estão presentes no lado direito, mas escondidos pelo edifício do mosteiro), dão à Basílica uma aparência muito particular. A fachada simples, como todo o corpo da Basílica, tem faixas horizontais brancas e rosa na pedra do Monte Subasio.
Em seu interior, à direita, está a Capela de San Giorgio (São Jorge) onde a Cruz de São Damião é preservada, com afrescos de Puccio Capanna e outros artistas das escolas de Giotto e Lorenzetti, enquanto na parede esquerda em direção ao presbitério é a Capela de Sant'Agnese (São Agnes), que contém o Santíssimo Sacramento.
Sobre o altar maior está o grande crucifixo, atribuído ao chamado "Mestre de Santa Chiara", que também pintou os painéis no transepto: o Painel de Santa Clara, no qual o santo é mostrado no centro cercado por cenas De sua vida; E o painel de estilo bizantino da Madonna of the Curtain. Também no transepto é um precioso quintal do século 14 que mostra a Natividade.
Acima do altar na abóbada cruzada há outros afrescos, que nos lembram das baías na igreja inferior da Basílica de San Francesco. Os despojos mortais do santo são preservados na cripta, que foi construída na segunda metade do século XIX e reestruturada em 1934 de forma neogótica.

## Unesco
Assis é uma cidade medieval construída em uma colina, terra natal de Francisco de Assis e da Ordem Franciscana. Suas obras de arte medievais como a Basílica de Santa Clara e os afrescos de Cimabue, Pietro Lorenzetti, Simone Martini e Giotto di Bondone foram nomeados Patrimônio Mundial pela Unesco. O conjunto da obra é considerado ponto de partida e referência da evolução da arte e da arquitetura italiana.